# C16 (药物)
C16（也称为PKRi或GW 506033X）是一种蛋白激酶R（PKR，也称为双链RNA依赖性蛋白激酶）的选择性酶抑制剂。